# Imad Zatara
Imad Zatara (in arabo عماد زعترة‎?; Stoccolma, 1º ottobre 1984) è un ex calciatore svedese naturalizzato palestinese, di ruolo centrocampista e attaccante.

## Carriera

### Club
Zatara nasce e cresce in Svezia. Il suo debutto in una prima squadra avviene nel 2001 con l'Essinge IK, formazione che si fonderà al Vasalund nel 2003. Il centrocampista rimarrà qui fino al 2006.
Nel 2007 esordisce nella massima serie svedese con il Brommapojkarna, ma in tutto il campionato colleziona 4 presenze in tutto, così nella stagione seguente passa agli ungheresi del Zalaegerszeg.
Ritornato in Svezia, ha militato dal 2009 al 2011 nel Syrianska, formazione che nel 2010 vinse il campionato di Superettan guadagnandosi così la promozione in Allsvenskan. Sempre nel 2010, nella finestra invernale del calciomercato, Zatara era stato prestato in Ligue 2 ai francesi del Nîmes, salvo poi tornare al Syrianska in estate.
La sua carriera è proseguita nel 2012 in Iran con l'ingaggio da parte del Sanat Naft della città di Abadan, ma anche in questo caso durante il periodo estivo è rientrato in Svezia per disputare la Allsvenskan, questa volta dopo aver firmato con l'Åtvidaberg dove rimarrà fino al 2014.
Nell'agosto 2015, dopo essere rimasto svincolato alcuni mesi, è sceso in Superettan accordandosi con il neopromosso AFC United. Terminata questa breve parentesi, va a giocare in Bahrain nell'Al-Ahli della città di Manama, in Qatar all'Al-Mesaimeer e in Oman al Sur.

### Nazionale
Nel 2004 Zatara è stato convocato per la prima volta nella selezione palestinese, sua nazione d'origine nonostante sia svedese di nascita. Il debutto è avvenuto in occasione di una sconfitta per 1 a 4 contro l'Iraq, e fu lo stesso Zatara a segnare la rete della sua squadra.